# Asyncritus
Asyncritus gilt als einer der Siebzig Jünger. Er wird im Römerbrief erwähnt, wo Paulus ihm Grüße sendet (Röm 16,14 ). Der Legende nach soll Asyncritus Bischof in der persischen Provinz Hyrkanien gewesen sein. Er wird als Heiliger verehrt; sein Gedenktag ist der 8. April.